# العلاقات الآيسلندية الفلبينية
العلاقات الآيسلندية الفلبينية هي العلاقات الثنائية التي تجمع بين آيسلندا والفلبين.

## مقارنة بين البلدين
هذه مقارنة عامة ومرجعية للدولتين:
| وجه المقارنة                                              | آيسلندا          | الفلبين                       |
| --------------------------------------------------------- | ---------------- | ----------------------------- |
| المساحة (كم2)                                             | 103.00 ألف       | 343.45 ألف                    |
| عدد السكان (نسمة)                                         | 317.35 ألف       | 104.92 مليون                  |
| الكثافة السكانية (ن./كم²)                                 | 3.08             | 305.49                        |
| العاصمة                                                   | ريكيافيك         | مانيلا                        |
| اللغة الرسمية                                             | اللغة الآيسلندية | اللغة الفلبينية، لغة إنجليزية |
| العملة                                                    | كرونة آيسلندية   | بيسو فلبيني                   |
| الناتج المحلي الإجمالي (بليون دولار)                      | 23.91 مليار      | 313.60 مليار                  |
| الناتج المحلي الإجمالي (تعادل القوة الشرائية) بليون دولار | 15.79 مليار      | 743.90 مليار                  |
| الناتج المحلي الإجمالي الاسمي للفرد دولار أمريكي          | 50.17 ألف        | 2.90 ألف                      |
| الناتج المحلي الإجمالي للفرد دولار أمريكي                 | 46.55 ألف        | 7.39 ألف                      |
| مؤشر التنمية البشرية                                      | 0.899            | 0.668                         |
| رمز المكالمات الدولي                                      | +354             | +63                           |
| رمز الإنترنت                                              | .is              | .ph                           |
| المنطقة الزمنية                                           | 00، أوروبا/لندن ‏ | توقيت الفلبين                 |

## منظمات دولية مشتركة
يشترك البلدان في عضوية مجموعة من المنظمات الدولية، منها:
| علم المنظمة | اسم المنظمة                               | تاريخ انضمام آيسلندا | تاريخ انضمام الفلبين |
| ----------- | ----------------------------------------- | -------------------- | -------------------- |
|             | وكالة ضمان الاستثمار متعدد الأطراف        | 25 سبتمبر 1998       | 8 فبراير 1994        |
|             | منظمة الشرطة الجنائية الدولية             | ?                    | ?                    |
|             | منظمة حظر الأسلحة الكيميائية              | ?                    | ?                    |
|             | منظمة التجارة العالمية                    | ?                    | 1995                 |
|             | الفريق المعني برصد الأرض                  | ?                    | ?                    |
|             | الأمم المتحدة                             | 19 نوفمبر 1946       | 24 أكتوبر 1945       |
|             | مؤسسة التمويل الدولية                     | 20 يوليو 1956        | 12 أغسطس 1957        |
|             | يونسكو                                    | 8 يونيو 1964         | 21 نوفمبر 1946       |
|             | مؤسسة التنمية الدولية                     | 19 مايو 1961         | 28 أكتوبر 1960       |
|             | البنك الدولي للإنشاء والتعمير             | 27 ديسمبر 1945       | 27 ديسمبر 1945       |
|             | المنظمة الهيدروغرافية الدولية             | ?                    | ?                    |
|             | الاتحاد البريدي العالمي                   | ?                    | ?                    |
|             | المركز الدولي لتسوية المنازعات الاستشارية | 14 أكتوبر 1966       | 17 ديسمبر 1978       |
|             | الاتحاد الدولي للاتصالات                  | 1 أكتوبر 1906        | 25 مايو 1912         |

## وصلات خارجية
- موقع وزارة الخارجية الآيسلندية
- موقع وزارة الخارجية الفلبينية